# Distretto di Espinar
Il distretto di Espinar è uno degli otto distretti della  provincia di Espinar, in Perù. Si trova nella regione di Cusco.